# Leonid Metalnikow
Leonid Borissowitsch Metalnikow (russisch Леонид Борисович Метальников; * 25. April 1990 in Ust-Kamenogorsk, Kasachische SSR) ist ein kasachischer Eishockeyspieler, der seit Juni 2021 bei Admiral Wladiwostok in der Kontinentalen Hockey-Liga unter Vertrag steht.

## Karriere
Leonid Metalnikow begann seine Karriere bei Kaszink-Torpedo Ust-Kamenogorsk in seiner Heimatstadt, für dessen zweite Mannschaft er bereits als 16-Jähriger in der dritten russischen Liga spielte. Während der Spielzeit 2010/11 wechselte er zu Gornjak Rudny aus der kasachischen Liga. Nachdem er 2012/13 wieder bei seinem Stammverein, der inzwischen in der Wysschaja Hockey-Liga spielte, auf dem Eis stand, spielte er im Folgejahr zunächst in der heimischen Liga beim HK Ertis Pawlodar, der am Saisonende kasachischer Meister wurde. Metalnikow verließ den Klub jedoch noch vor den Playoffs und kehrte in die Wysschaja Hockey-Liga zurück, wo er die Saison bei Juschny Ural Orsk zu Ende spielte. Ab 2014 spielte er wieder für Kaszink-Torpedo Ust-Kamenogorsk in der Wysschaja Hockey-Liga, ehe er im Dezember 2015 zu Barys Astana aus der Kontinentalen Hockey-Liga wechselte. Für Barys lief er jedoch nur in vier Spielen auf und verbrachte den Rest der Saison bei Nomad Astana, dem Farmteam von Barys. Seit 2016 spielt er wieder seinen Stammverein Torpedo in der Wysschaja Hockey-Liga.
In der Saison 2018/19 spielte er für den HK Saryarka Karaganda in der Wysschaja Hockey-Liga. Am Ende der Saison gewann er mit Saryarka die Meisterschaftstrophäe der Liga, den Bratina-Pokal. Zudem wurde er als bester Verteidiger der Saison ausgezeichnet. Nach zwei Jahren bei Barys Nur-Sultan wechselte er im Juni 2021 zu Admiral Wladiwostok.

### International
Für Kasachstan nahm Metalnikow im Juniorenbereich an den U18-Weltmeisterschaften der Division I 2007 und 2008, als er Topscorer unter den Verteidigern war, sowie im U20-Bereich an der Weltmeisterschaft der Top-Division 2009 und der Division I 2010 teil. Zudem spielte er für die kasachische Studentenauswahl bei der Winter-Universiade 2013 im italienischen Trentino und gewann dort hinter der kanadischen Auswahl die Silbermedaille.
2015 wurde er erstmals in die Seniorennationalmannschaft berufen und stieg mit der Mannschaft bei der Weltmeisterschaft der Division I umgehend als Turniersieger in die Top-Division auf. Nachdem die Kasachen sich ohne Metalnikow dort nicht halten konnten, spielte er bei der Weltmeisterschaft 2018 erneut in der Division I. Ein Jahr später gelang ihm mit dem Nationalteam der Aufstieg aus der Division I in die Top-Division, wobei er selbst in das All-Star-Team der WM gewählt wurde. Bei der Weltmeisterschaft 2022 spielte er dann erstmals in der Top-Division. Dort spielte er auch 2024 und Weltmeisterschaft 2025. Zudem vertrat er seine Farben bei den Olympiaqualifikationen für die Winterspiele in Peking 2022 und Mailand 2026.

## Erfolge und Auszeichnungen
- 2013 Silbermedaille bei der Winter-Universiade
- 2015 Aufstieg in die Top-Division bei der Weltmeisterschaft der Division I, Gruppe A
- 2019 Bratina-Pokal-Gewinn mit dem HK Saryarka Karaganda
- 2019 Bester Verteidiger der Wysschaja Hockey-Liga
- 2019 Aufstieg in die Top-Division bei der Weltmeisterschaft der Division I, Gruppe A
- 2019 All-Star-Team der Weltmeisterschaft der Division I, Gruppe A

## KHL-Statistik
(Stand: Ende der Saison 2021/22)